# 東麻布
東麻布（ひがしあざぶ）は、東京都港区の町名。麻布地区総合支所管内に当たり、現行行政地名は東麻布一丁目から東麻布三丁目。住居表示実施済区域。

## 地理

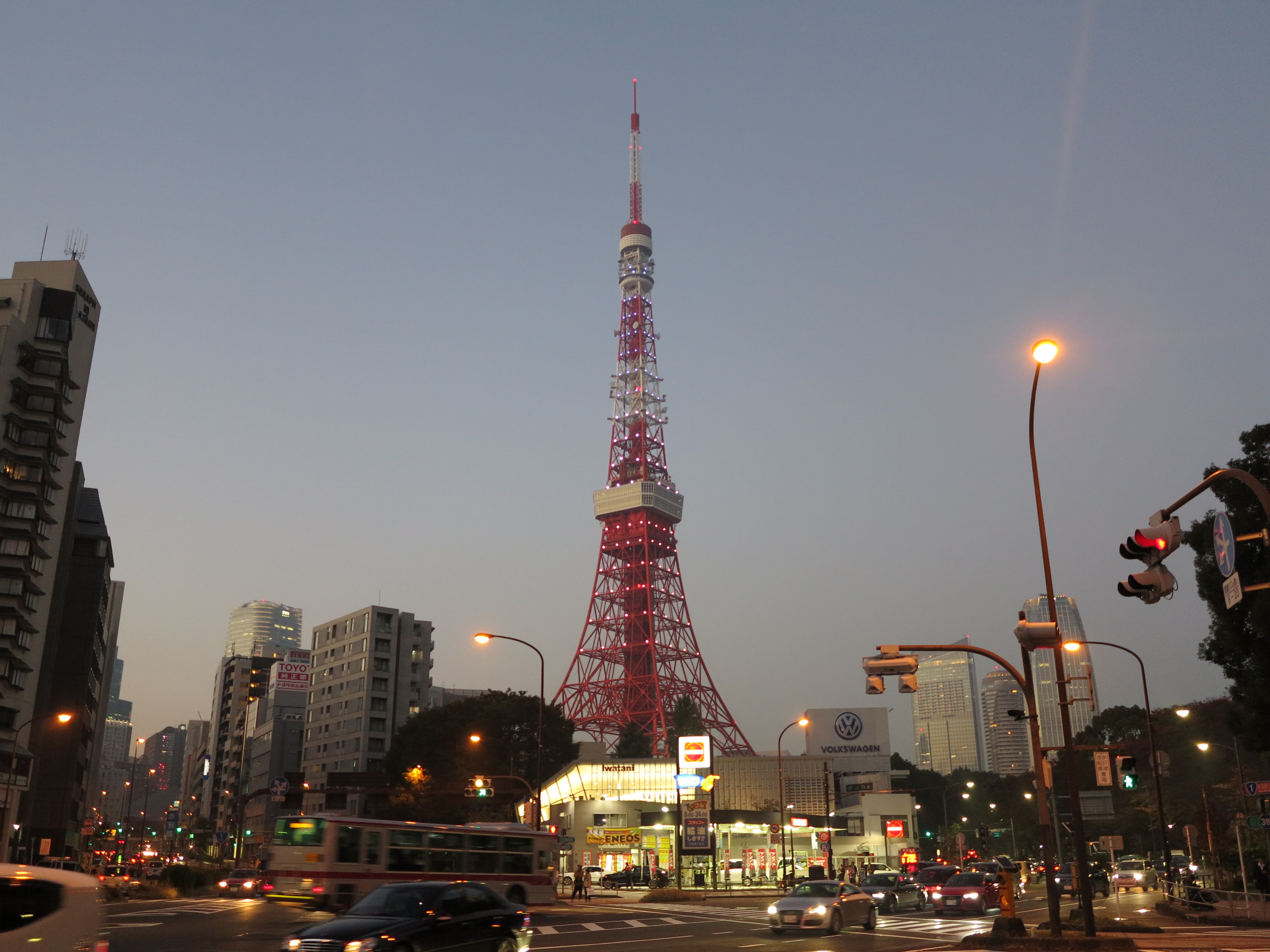
赤羽橋交差点から見た芝公園の東京タワー

港区の、東で芝公園、南で三田、南西で麻布十番、北西で麻布永坂町・麻布狸穴町、北で麻布台と接する。麻布十番の新一の橋交差点から東京タワーまでの一角を占める。（タワー自体の所在地は旧芝区の芝公園）最寄駅は麻布十番に設置された麻布十番駅または一丁目にある赤羽橋駅 。町域の大部分は住宅地で、新一の橋商店街と東麻布商店街も置かれている。下町風情を残した住宅街と東京タワー、芝公園、東京プリンスホテル、六本木ヒルズに近い。新一の橋交差点は地理的に港区の中心地に位置し交通量が多い交差点の一つである。

### 地価
住宅地の地価は、2025年（令和7年）1月1日の公示地価によれば、東麻布2-17-8の地点で189万円/m2となっている。

## 世帯数と人口
2025年（令和7年）4月1日現在（港区発表）の世帯数と人口は以下の通りである。
| 丁目         | 世帯数    | 人口    |
| ------------ | --------- | ------- |
| 東麻布一丁目 | 1,668世帯 | 2,437人 |
| 東麻布二丁目 | 1,541世帯 | 2,285人 |
| 東麻布三丁目 | 631世帯   | 865人   |
| 計           | 3,840世帯 | 5,587人 |

### 人口の変遷
国勢調査による人口の推移。
| 年                 | 人口  |
| ------------------ | ----- |
| 1995年（平成7年）  | 2,650 |
| 2000年（平成12年） | 3,172 |
| 2005年（平成17年） | 3,597 |
| 2010年（平成22年） | 3,836 |
| 2015年（平成27年） | 4,805 |
| 2020年（令和2年）  | 5,932 |

### 世帯数の変遷
国勢調査による世帯数の推移。
| 年                 | 世帯数 |
| ------------------ | ------ |
| 1995年（平成7年）  | 1,211  |
| 2000年（平成12年） | 1,792  |
| 2005年（平成17年） | 2,207  |
| 2010年（平成22年） | 2,351  |
| 2015年（平成27年） | 3,023  |
| 2020年（令和2年）  | 4,111  |

## 学区
区立小・中学校に通う場合、学区は以下の通りとなる（2022年4月現在）。
- 区域 : 一丁目、二丁目、三丁目　各全域
  - 小学校 : 港区立麻布小学校
  - 中学校 : 港区立六本木中学校

## 交通

### 鉄道
- 麻布十番駅（ 東京メトロ南北線、 都営地下鉄大江戸線）
- 赤羽橋駅（ 都営地下鉄大江戸線）

### 路線バス
- 都営バス
  - 東麻布二丁目停留所
  - 赤羽橋駅前停留所
  - 東麻布一丁目停留所
- ちぃばす
  - 法務局入口停留所
  - 東麻布二丁目停留所
  - 赤羽橋駅停留所

### 道路

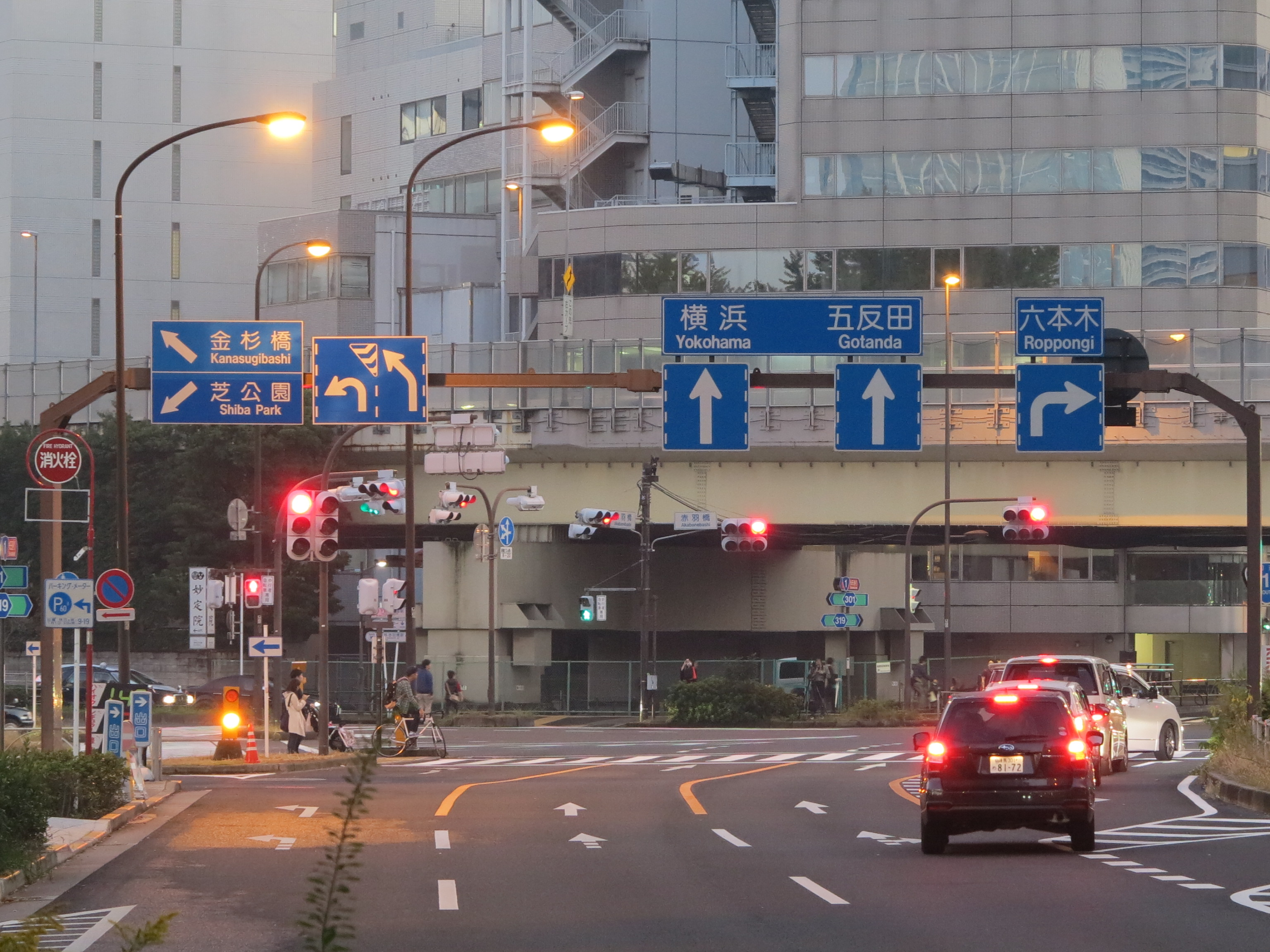
赤羽橋交差点

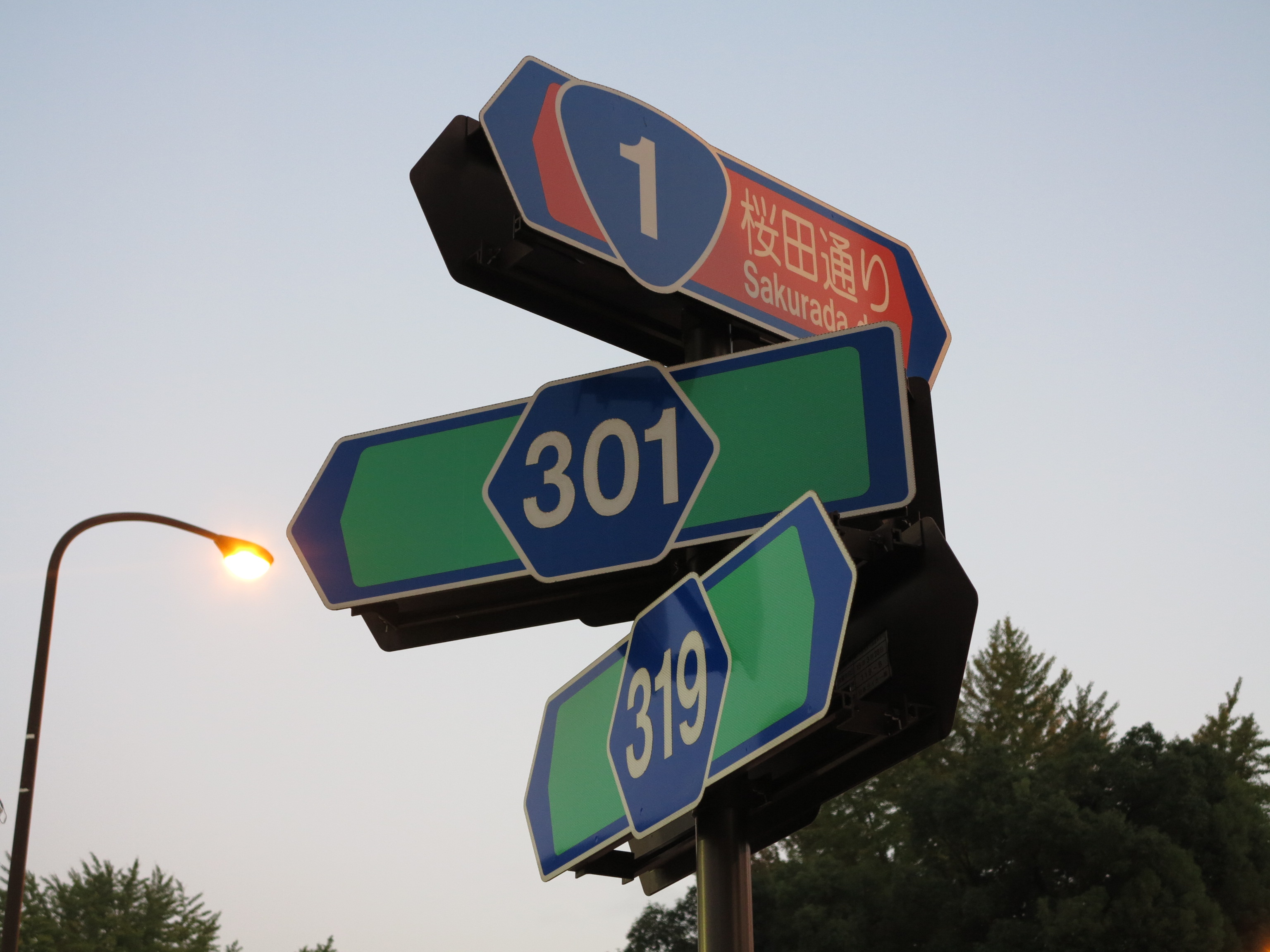
赤羽橋交差点を通過する道路

- 国道1号（桜田通り）
- 東京都道319号環状三号線（環状3号線）

## 事業所
2021年（令和3年）現在の経済センサス調査による事業所数と従業員数は以下の通りである。
| 丁目         | 事業所数  | 従業員数 |
| ------------ | --------- | -------- |
| 東麻布一丁目 | 246事業所 | 2,398人  |
| 東麻布二丁目 | 161事業所 | 1,748人  |
| 東麻布三丁目 | 142事業所 | 1,068人  |
| 計           | 549事業所 | 5,214人  |

### 事業者数の変遷
経済センサスによる事業所数の推移。
| 年                 | 事業者数 |
| ------------------ | -------- |
| 2016年（平成28年） | 477      |
| 2021年（令和3年）  | 549      |

### 従業員数の変遷
経済センサスによる従業員数の推移。
| 年                 | 従業員数 |
| ------------------ | -------- |
| 2016年（平成28年） | 5,535    |
| 2021年（令和3年）  | 5,214    |

## 施設

### 東麻布一丁目
- 赤羽橋駅
- 麻布消防署飯倉出張所
- 飯倉公園
- MR8
- キューバ大使館
- ケイマックス
- ばんぺいゆ
- 心光院
- 野田岩本店
- 東麻布アベビル
  - グアテマラ大使館（4階）
  - ホンジュラス大使館（5階）
  - ハイチ大使館（7階）

### 東麻布二丁目
- 飯倉福祉会館
- パラオ大使館
- サウンドボックス

### 東麻布三丁目
- 一ノ橋

## その他

### 日本郵便
- 郵便番号 : 106-0044[4]（集配局 : 芝郵便局[16]）。